# Осенняя история (фильм, 1979)
«Осенняя история» — советский двухсерийный телефильм 1979 года режиссёра Инессы Селезнёвой, драма по повести Марии Прилежаевой «Осень».

## Сюжет
В «Осенней истории» талантливого человека целенаправленной травлей превращают в ничто.
Начинающий журналист областной газеты Артём Новосельцев по поручению редакции едет в свой родной город. Причиной командировки стало письмо, поступившее в редакцию газеты, в котором сообщалось, что Ольга Денисовна — учитель литературы местной школы, будучи опытным педагогом и уважаемым в городе человеком, тем не менее, решает выйти на пенсию. Как утверждал автор письма — это решение учительницы было вынужденным. Артёму предстоит на месте выяснить все обстоятельства и разобраться в странной ситуации.

## Литературная основа
Фильм снят по повести Марии Прилежаевой — писательницы, а до этого учителя с 25-летнем стажем, в чьих произведениях о школе критики видели те или иные черты автобиографичности.
Повесть «Осень» впервые была напечатана за два года до выхода фильма — в 1977 году в № 1 журнала «Новый мир».

Повесть о советской школе, о хорошо знакомом Марии Прилежаевой мире педагогов и их учеников. Осень — это не только время года, когда происходят описанные в повести события; осень — предвестие старости — приходит к немолодой уже по возрасту, опытной, талантливой и любимой учениками преподавательнице литературы Ольге Денисовне. Не по собственной воле и вопреки желанию ребят она оказывается выдворенной из школы.— журнал «Литература и искусство»

## В ролях

### В главных ролях
- Римма Быкова — Ольга Денисовна, учительница литературы
- Ада Роговцева — Анна Георгиевна Зорина, заведующая ГорОНО
- Виталий Юшков — Артём Новосельцев, корреспондент районной газеты («Тёма»), сын Анны Георгиевны
- Елена Ивочкина — Маргарита Константиновна Садовская, учительница математики («Королева Марго»)
- Михаил Данилов — Виктор Иванович Лысцов, директор школы
- Зинаида Шарко — Надежда Романовна, инспектор ГорОНО

### В остальных ролях
- Майя Булгакова — Марья Петровна, учительница истории
- Леонид Кулагин — Игорь Новосельцев, врач, муж Зориной
- Людмила Иванова — Нина Тимофеевна, соседка Ольги Денисовны, продавщица
- Геннадий Фролов — Павел Васильевич Оленин, бригадир на металлургическом заводе, депутат Верховного Совета
- Станислав Садальский — Павел Игнатьевич Патютин («Тютя»), новый учитель литературы
- Валентина Токарская — бабушка Артёма
- Всеволод Шестаков — Михаил Семёнович, редактор
- Ира Лукьянович — Ульяна Оленина, ученица
- Николай Ломтев — Женя Петухов, ученик
- Саша Медакин — Гарик Пряничкин, ученик

### В эпизодах
- Валентина Талызина — сотрудница редакции
- Михаил Бычков — Лёша Брызгалов, рабочий
- Ольга Волкова — учительница
- Дмитрий Гошев — Володя, муж Нины
- Людмила Дмитриева — Маша, секретарша Зориной
- Вадим Захарченко — Пирогов, отец больного школьника
- Людмила Ильина — учительница
- Валентина Коротаева — Шурочка, рабочая
- Алла Котельникова — учительница
- Юрий Кузьменко — Ваня Морозов, рабочий
- Григорий Маликов
- Тамара Миронова — учительница
- Ольга Токарева — учительница
- Ирина Юревич — сотрудница редакции
- Галя Миронова — сестра Артёма

## Дополнительно
Фильм снят в Калуге.
Исполнительница главной роли театральная актриса Римма Быкова до этого фильма снималась лишь в эпизодических ролях, даже не указываемых в титрах. Только когда в 1976 году она была приглашена Инессой Селезнёвой в фильм «Дневной поезд» на роль второго плана — матери главной героини, «впервые была открыта для экрана трепетно-страстная, невероятно, до сердечного спазма, истинная Римма Быкова. И это открытие повторилось в „Осенней истории“».
Роль бабушки в фильме — одна из немногих и последняя кинороль Валентины Токарской — звезды Московского мюзик-холла 1930-х годов. Роль эпизодическая, да и сама актриса не придавала ей значения: «А в „Осенней истории“ что за роль… Так, бабушка и бабушка, ничего интересного».